# Fred Lowe Soper

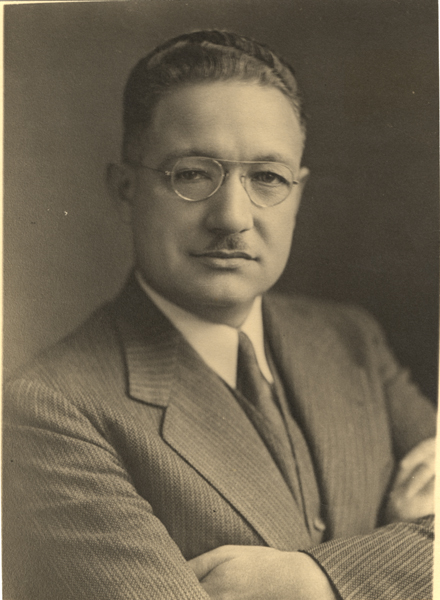
Fred Soper (1928)

Fred Lowe Soper (* 13. Dezember 1893 in Hutchinson, Kansas; † 9. Februar 1977 in Wichita, Kansas) war ein US-amerikanischer Arzt.

## Leben
Fred Lowe Soper kam als drittes von acht Kindern der Eheleute Socrates und Mary Ann Soper zur Welt. Er studierte Medizin am Rush Medical College und ging nach seinem Abschluss 1918 für 27 Jahre zur Rockefeller-Stiftung.
Ab Januar 1920 war Soper bei der Bekämpfung des Hakenwurms in Brasilien tätig. Mit kleineren Unterbrechungen führte er diese Tätigkeit bis 1927 fort, u. a auch in Paraguay. Zwischen 1927 und 1942 engagierte er sich für die Bekämpfung des Gelbfiebers und der Malaria. Einer seiner größten Erfolge war die Ausrottung von Anopheles gambiae in Brasilien.
In den Jahren von 1942 bis 1946 war er an der Typhus-Bekämpfung innerhalb der US-Armee beteiligt, erst in Nordafrika, später auch in Europa. Zwischen 1947 und 1959 war er Direktor des Pan American Sanitary Bureau.
Bis 1972 war er in Pakistan und Bangladesch, sowie wie für den Public Health Service, als Berater aktiv.
Fred Lowe Soper war ab dem 27. Dezember 1919 mit Juliet Snider verheiratet.

## Veröffentlichungen (Auswahl)
- Ventures in world health: the memoirs of Fred Lowe Soper. Washington, Pan American Health Organization, Pan American Sanitary Bureau, Regional Office of the World Health Organization, 1977.
- J. Austin Kerr (ed.): Building the health bridge: selections from the work of Fred L. Soper. Bloomington, Indiana University Press, 1970.
- Fred. L. Soper, D. Bruce Wilson, Servulo Lima and Waldemar Sá Antunes: The organization of permanent nation-wide anti-Aedes Aegypti measures in Brazil. New York, The Rockefeller Foundation, 1943.
- Fred L. Soper and D. Bruce Wilson: Anopheles gambiae in Brazil : 1930 to 1940. New York, Rockefeller Foundation, 1943.